# 多和田葉子
多和田 葉子（たわだ ようこ、英語: Yoko Tawada、1960年〈昭和35年〉3月23日 - ）は、日本の小説家、詩人。
ドイツに住み、日本語・独語で小説を執筆。日本語作品では『かかとを失くして』で群像新人文学賞、『犬婿入り』(1993年)で芥川賞を受賞。ほかに『球形時間』(2002年)、『雲をつかむ話』(2012年)、『献灯使』(2014年)など。日本芸術院会員。

## 略歴

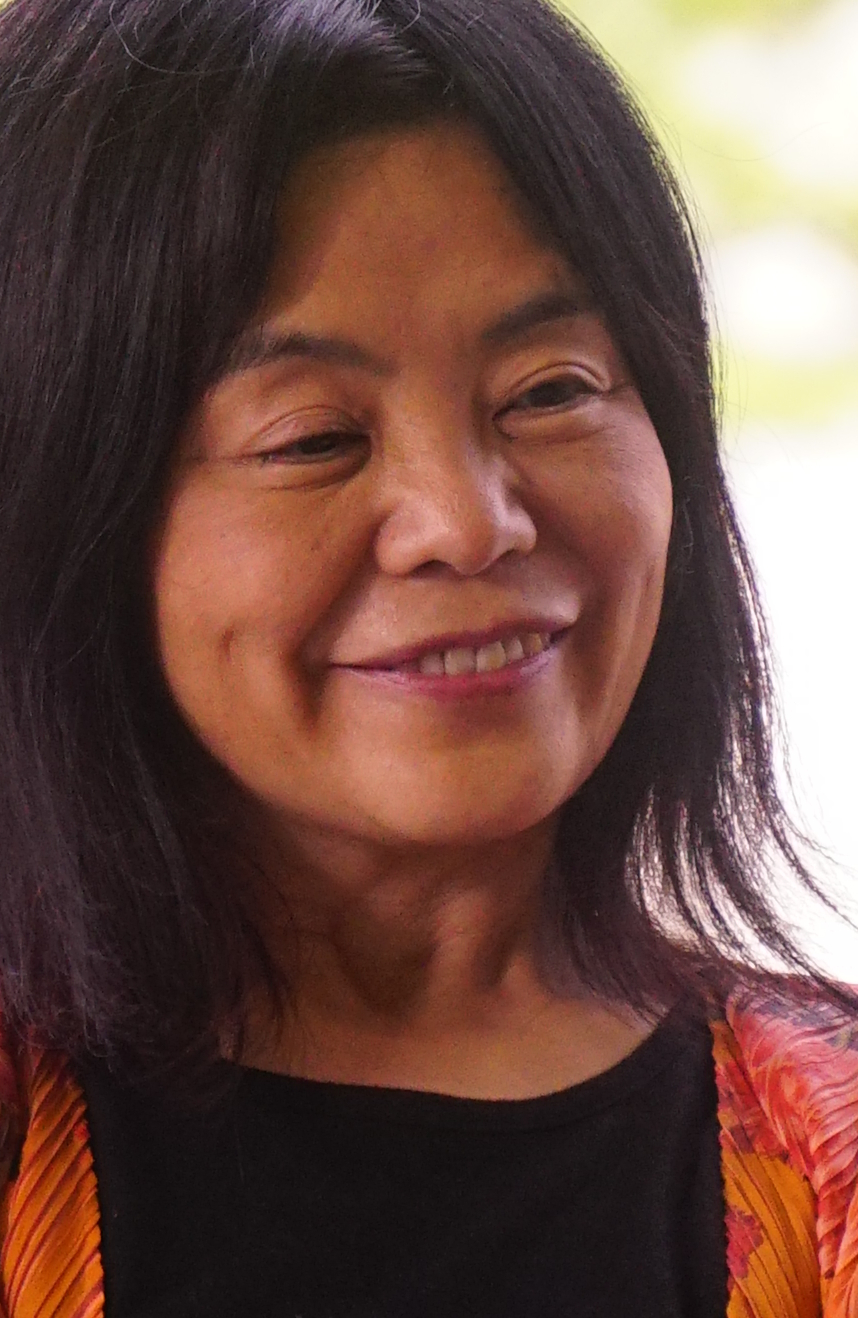
2016年

東京都中野区生まれ。父は東京・神保町のエルベ洋書店を経営する多和田栄治。国立市で育つ。東京都立立川高等学校、早稲田大学第一文学部ロシア文学科卒業。西ドイツ・ハンブルクの書籍取次会社に入社し、ハンブルク大学大学院の修士課程を修了。1982年から2006年までハンブルク、2006年よりベルリン在住。1987年、ドイツにて2か国語の詩集を出版してデビュー。2001年、ドイツの永住権を取得。チューリッヒ大学大学院博士課程修了。博士号（ドイツ文学）を取得。著作はドイツ語でも20冊以上出版されており、フランス語、英語、イタリア語、スペイン語、中国語、韓国語、ロシア語、スウェーデン語、ノルウェー語、デンマーク語、オランダ語などの翻訳も出ている。ドイツの作曲家イザベル・ムンドリー、オーストリアの作曲家ペーター・アブリンガーとのコラボレーションでも知られる。ごく近年では村上春樹に次いでノーベル文学賞候補の一人としてヨーロッパのブックメーカーで名前が挙げられる作家である。2023年のドイツの日めくりカレンダーにも登場している。

## 受賞歴
- 1991年 第34回群像新人文学賞（『かかとを失くして』）[14]
- 1993年 第108回芥川龍之介賞（『犬婿入り』）[15]
- 1996年 シャミッソー文学賞（ドイツ）[16]
- 2000年 第28回泉鏡花文学賞（『ヒナギクのお茶の場合』）[17]
- 2002年 第12回Bunkamuraドゥマゴ文学賞（『球形時間』）[18]
- 2003年 第14回伊藤整文学賞（『容疑者の夜行列車』）[19]
- 2003年 第38回谷崎潤一郎賞（『容疑者の夜行列車』）[20]
- 2005年 ゲーテ・メダル（ドイツ）[21]
- 2009年 第2回早稲田大学坪内逍遙大賞[22]
- 2011年 第21回紫式部文学賞（『尼僧とキューピッドの弓』）[23]
- 2011年 第64回野間文芸賞（『雪の練習生』）[24]
- 2013年 第64回読売文学賞（『雲をつかむ話』）[25]
- 2013年 芸術選奨文部科学大臣賞（『雲をつかむ話』）[26]
- 2016年 クライスト賞（ドイツ）[27]
- 2018年 国際交流基金賞[28]
- 2018年 全米図書賞翻訳部門（『献灯使』）[29]
- 2020年 2019年度朝日賞[30]
- 2020年 紫綬褒章[31][32][33]
- 2022年 ロンドン大学東洋アフリカ研究学院名誉博士号（イギリス）
- 2023年 第77回毎日出版文化賞（『太陽諸島』）
- 2023年 Prix Fragonard de littérature étrangère（フランス）
- 2024年 第80回日本芸術院賞・恩賜賞

## 著作

### 単行本

#### 詩集
- 『あなたのいるところだけ何もない』Verlag Claudia Gehrke、1987年
- 『傘の死体とわたしの妻』思潮社、2006年
- 『シュタイネ』青土社、2017年
- 『まだ未来』ゆめある舎、2019年

#### 小説
- 『三人関係』講談社、1992年、のち講談社文芸文庫（『かかとを失くして 三人関係 文字移植』）
- 『犬婿入り』講談社、1993年、のち講談社文庫
- 『アルファベットの傷口』河出書房新社、1993年、のち改題「文字移植」河出文庫、講談社文芸文庫（『かかとを失くして 三人関係 文字移植』）
- 『聖女伝説』太田出版、1996年、のちちくま文庫
- 『ゴットハルト鉄道』講談社、1996年、のち講談社文芸文庫
- 『きつね月』新書館、1998年
- 『飛魂』講談社、1998年、のち講談社文芸文庫
- 『ふたくちおとこ』河出書房新社、1998年
- 『光とゼラチンのライプチッヒ』講談社、2000年
- 『ヒナギクのお茶の場合』新潮社、2000年 のち講談社文芸文庫（『ヒナギクのお茶の場合/海に落とした名前』）
- 『変身のためのオピウム』講談社、2001年 のち講談社文芸文庫（『変身のためのオピウム/球形時間』）
- 『球形時間』新潮社、2002年 のち講談社文芸文庫（『変身のためのオピウム/球形時間』）
- 『容疑者の夜行列車』青土社、2002年
- 『旅をする裸の眼』講談社、2004年、のち文庫
- 『海に落とした名前』新潮社、2006年 のち講談社文芸文庫（『ヒナギクのお茶の場合/海に落とした名前』）
- 『アメリカ 非道の大陸』青土社、2006年
- 『ボルドーの義兄』講談社、2009年 のち文芸文庫（『雲をつかむ話/ボルドーの義兄』）
- 『尼僧とキューピッドの弓』講談社、2010年、のち文庫
- 『雪の練習生』新潮社、2011年 のち新潮文庫
- 『雲をつかむ話』講談社、2012年 のち文芸文庫（『雲をつかむ話/ボルドーの義兄』）
- 『献灯使』講談社、2014年、のち文庫
- 『百年の散歩』新潮社、2017年、のち文庫
- 『地球にちりばめられて』講談社、2018年、のち文庫
- 『穴あきエフの初恋祭り』文藝春秋、2018年、のち文庫
- 『星に仄めかされて』講談社、2020年
- 『太陽諸島』講談社、2022年

#### 随筆
- 『カタコトのうわごと』青土社、1999年、新版2007年
- 『エクソフォニー 母語の外へ出る旅』岩波書店、2003年、のち岩波現代文庫
- 『溶ける街 透ける路』日本経済新聞社、2007年、のち講談社文芸文庫
- 『言葉と歩く日記』岩波新書、2013年

### 単行本未収録

#### 小説
- 「ひなんくんれん」  - 『新潮』2024年6月号
- 「契約違反」 - 『文學界』2025年8月号

## 外国語版
- Das Bad, 1989
- Wo Europa anfängt, 1991
- Die Kranichmaske, die bei Nacht strahlt, 1993
- Ein Gast, 1993
- Talisman, 1996
- Ein Gedicht für ein Buch，Fotos Stephan Köhler. Hamburg : Edition Clement-Tobias Lange, 1996
- Verwandlungen, 1999
- Spielzeug und Sprachmagie in der europäischen Literatur : eine ethnologische Poetologie, 2000
- Das nackte Auge, 2004.
- Was ändert der Regen an unserem Leben?, 2005
- Sprachpolizei und Spielpolyglotte, 2007.
- Schwager in Bordeaux, 2008
- Abenteuer der deutschen Grammatik, 2010
- Fremde Wasser. Hamburger Poetikvorlesungen, 2012
- Mein kleiner Zeh war ein Wort, 2013
- Etüden im Schnee, 2014
- akzentfrei, 2016
- Ein Balkonplatz für flüchtige Abende, 2016
- Paul Celan und der chinesische Engel, 2020（邦訳：『パウル・ツェランと中国の天使』関口裕昭 訳（注釈付き翻訳）文藝春秋、2023年）

## 作品・作家論
- 『ユリイカ 詩と批評 総特集多和田葉子』2004年12月臨時増刊号、青土社
- 『多和田葉子　現代女性作家読本7』高根沢紀子編、鼎書房、2006年
- 室井光広『多和田葉子ノート』双子のライオン堂出版部、2020年
- 『多和田葉子／ハイナー・ミュラー演劇表象の現場』谷川道子・山口裕之・小松原由理編、東京外国語大学出版会、2020年
- 『多和田葉子の〈演劇〉を読む　切り拓かれる未踏の地平』谷川道子・谷口幸代編、論創社、2021年
- 『言語を逍遥する詩人－多和田葉子の文学をめぐって－』[Zur Literatur der Sprach-Wandlerin Yoko Tawada] 土屋勝彦編　(執筆者: 土屋勝彦，齋藤由美子，谷本知沙，越川瑛理，谷口幸代, 松永美穂) 日本独文学会研究叢書 Nr. 145　日本独文学会ウェブサイト電子版、発行日: 2021. 10. 2

## ディスコグラフィー
- 『diagonal』 Konkursbuchverlag、2002年。高瀬アキのピアノ即興演奏と多和田葉子のドイツ語朗読の競演CD